# モロッコの音楽
モロッコの音楽（モロッコのおんがく、仏: La musique marocaine、英: Moroccan Music）は、地域や社会集団によって大きく異なる。国内や周辺の地域や文化の音楽つまりアラブ音楽、ベルベル人の音楽、アンダルシアの音楽、地中海の音楽、西サハラの音楽、（西）アフリカの音楽などの音楽スタイルの影響を受けている。
音楽スタイルは地域によって異なる。アンダルシア音楽とマルフンは北部の都市部に関連し、チャアビとアイタは大西洋沿岸の平原に関連し、レガダはベニ・ズナッセン地域（ウジダ、ベルカンなど）に関連し、グナワはエッサウィラとマラケシュに関連し、アヒドゥスは中央アトラス、スース地方のアワワシュ、サハラのゲドラなどに関連する。
特に20世紀以降、ミュージシャンは、ブルース、ロック、メタル、レゲエ、ラップなど、世界中からの影響を受けてモロッコの音楽の伝統を統合してきた。各ジャンルと音楽スタイルは地域のサブグループで構成されており、さらに「モダン」音楽と「伝統的」音楽に分けられる。
なおモロッコの公用語はアラビア語とベルベル語であり、それに加えてフランス語もかなり使われている（1956年までフランスの植民地だった歴史があり、現在も義務教育でフランス語が教えられており、教育を受けた人ならフランス語を話すことができる）ので、それらの言語が音楽に乗って流れることが多い。

## 伝統的な音楽スタイル

### アイタ
アイタ(عيطة）は、 "泣き"や"嘆き"という意味の名称で、ベドウィンに人気の音楽スタイルであり、モロッコの田舎、特に大西洋の平原 (ドゥカラ=アブダ、チャウイア=ワルディガ、レハムナなど) に端を発する。

### ベルベルの民族音楽
ベルベルの民俗音楽や舞踊には、リフ、カビル、アトラス（:fr:Atlas）、シャウィア、カナリアなど、さまざまな種類がある。

#### アワワシュ

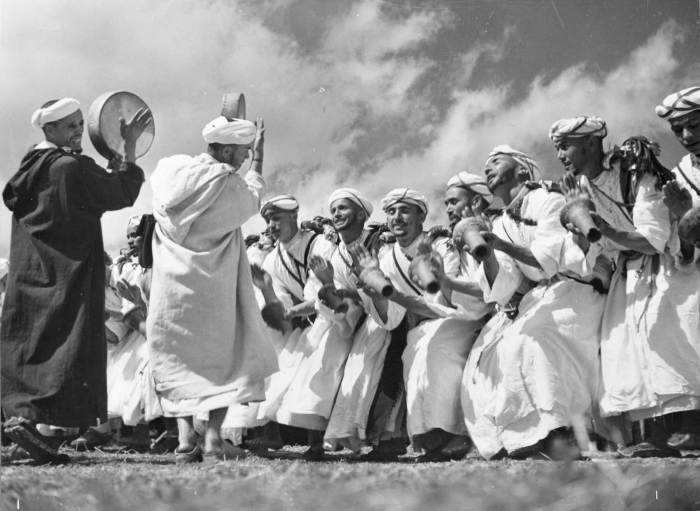
1955年、ハイアトラスのアフワッシュ。

アフワーシュ( أحواش 、 ⴰⵃⵡⴰⵛ ) は、モロッコ南部、特にワルザザート、ドラア渓谷、スース周辺のアマジグ・コミュニティに関連がある集団的な音楽の形式である。アフワーシュには、ダンス、歌、詩、パーカッションが含まれる。（en:Ahwashも参照）

#### アヒドゥス

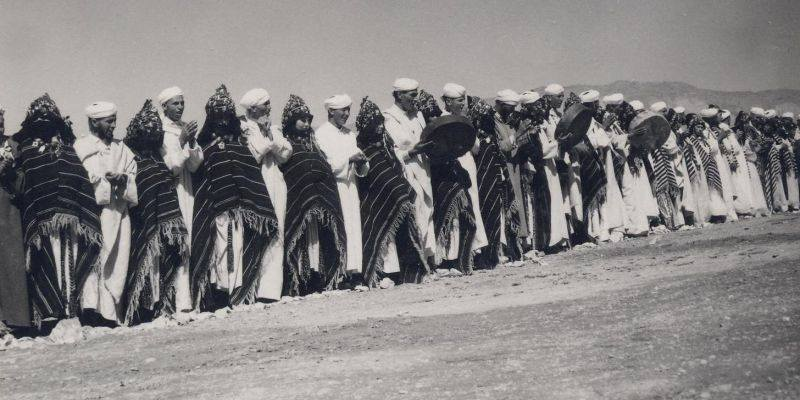
2002年のアヒドゥス。

アヒドゥス( أحيدوس 、 ⴰⵃⵉⴷⵓⵙ ) は、中部および東部高アトラスのアマジグ部族の集団的な踊りと歌のスタイル。（en:Ahidusも参照）

#### ゲドラ
ゲドラは、モロッコのサハラ砂漠のトゥアレグ族の「青い人々」に関連する音楽とダンスのスタイル。名前は土製の調理器具の上に皮を張って太鼓の形にしたことに由来する。
2021年、芸術のアンソロジー「Rrways - アマジグのさまよう詩人-歌手の領域への旅」は、小冊子と現在の録音を含む10枚のコンパクトディスクを発表し、フランスのアカデミーのシャルル・クロス賞の「Prix Coups de Cœur - Musiques du Monde」を受賞した。

### アンダルシアのクラシック音楽

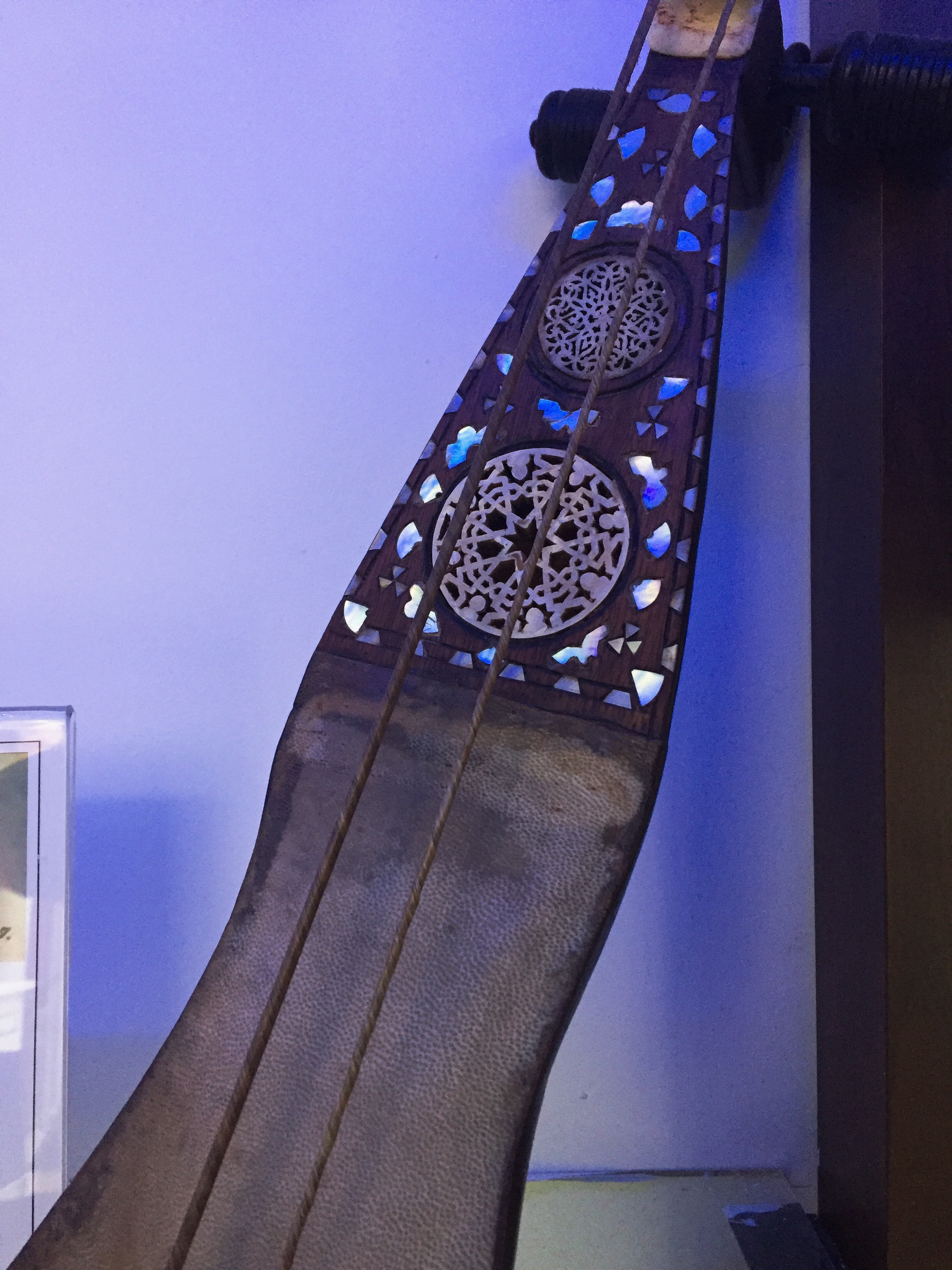
カサブランカにあるアンダルシアの音楽遺産に特化した博物館と温室であるDar al-Aalaに展示されているマグレブ・レバブ。

スペイン、アンダルシアの音楽については、アンダルシアの音楽を参照のこと。
アラビア語: طرب أندَلُسي, موسيقى الآلةターラブ・アンダルシまたはムジカ・アル=アラ、スペイン語ではムジカ・アンダルシ) は、アラビア音楽の主要なジャンルであり、マグレブ（モロッコ、アルジェリア、チュニジア、リビアのマルフ・スタイルの形で) のさまざまなローカル・サブスタイルで見られる。9世紀から15世紀にかけてのアンダルス（イスラム教徒のイベリア) の音楽に由来する。
その歌詞の一部は、アル・シュシュタリ、イブン・アル・カティーブ、アル・ムタミッド・イブン・アバッドなど、アル・アンダルスの作家によって書かれた詩的な作品に基づいている。アンダルシア音楽は、世界で最も長い芸術と音楽の伝統の一部と考えられている。アンダルシア音楽は、9世紀初頭に解放されたペルシャの奴隷で音楽のパイオニアであるジリヤブの影響を大きく受けた。ジリヤブの死後、ムワシュシャハットとザジャルという2つの新しいスタイルのアラビア詩がアル アンダルスに導入された。

### シャービ「ポピュラー」フォークミュージック
シャービ (アラビア語: الشعبي  、英語でポピュラーを意味する）は、さまざまな形式のモロッコの民俗音楽から派生した多数の品種からなる音楽。シャービはもともと市場で行われていたが、現在ではあらゆる祝賀会や会合で見られる。

### ライ・ミュージック
モロッコは、シェブ・ミモンやハニノのような独自のスターを輩出してきた。ライ・ミュージックはアルジェリアが発祥だが、モロッコでも同様に効果的で人気がある。このスタイルの音楽は、政治的混乱の時代に作成され、社会的および政治的な論評の目的を果たした。 ライ・ミュージックは、タブーなトピックに取り組む目的で、長年にわたって都市部の人々から大きな支持を得てきた。また、フランス語とアラビア語の間でコードを切り替えることでも広く知られていた。ライのアーティストは、この方法を使用して、歌詞の修辞的および美的効果を追加し、より幅広い聴衆に歌詞を開く方法を使用している。

### グナワ音楽

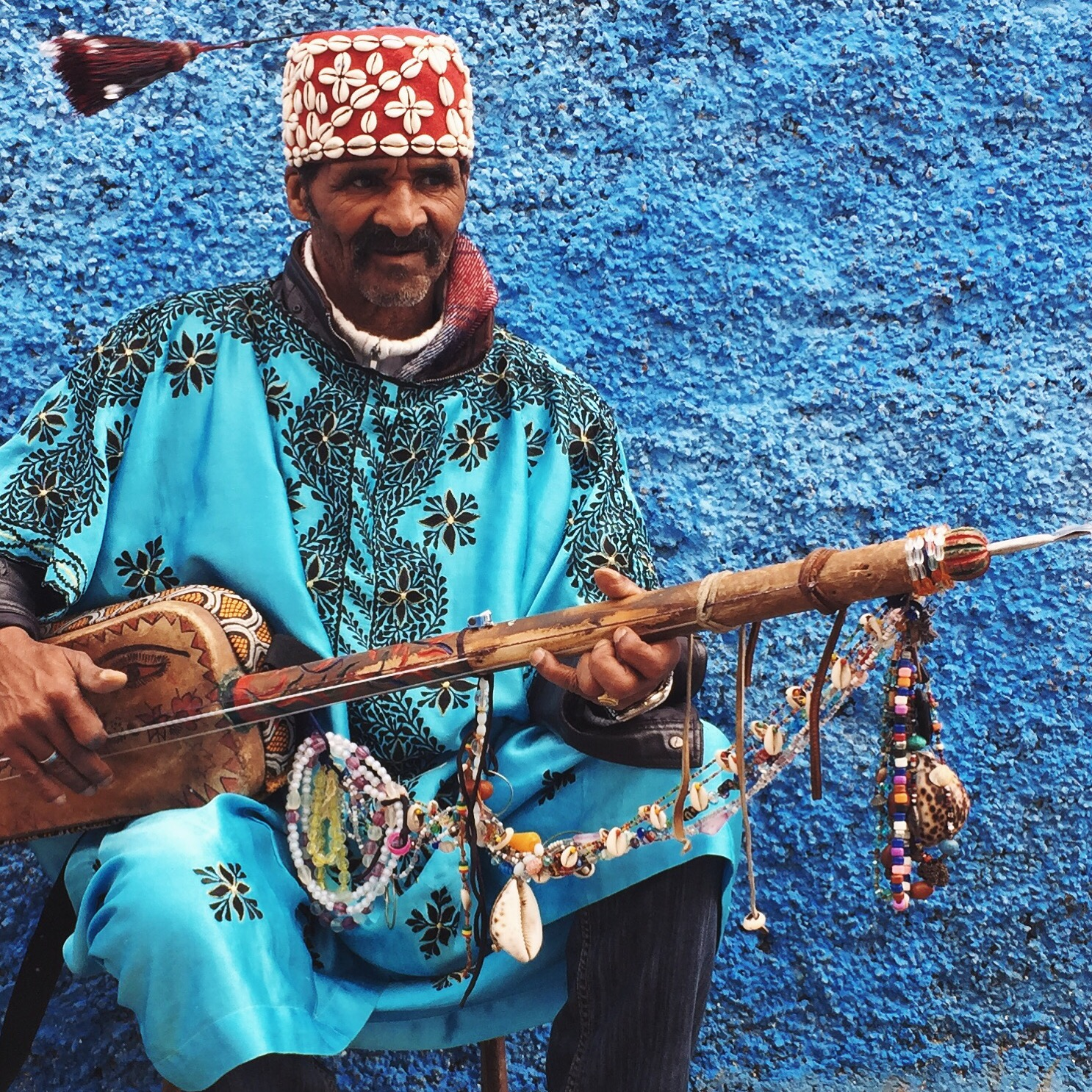
ラバトのQasbat al-Widayaで伝統的な gnawi の衣装を着たgnawa大道芸人。

グナワ音楽は、西アフリカ起源の神秘的な音楽と呪文。サハラ以南のアフリカ人によって最初にモロッコに持ち込まれ、徐々にモロッコの音楽の伝統の一部になった。グナワのミュージシャンは、そのスピリチュアルなパフォーマンスで尊敬されている。口頭伝承を通じて、彼らはデルデバまたはリラと呼ばれる特定の文化的儀式を伝えてきた。これは、歌、踊り、香の燃焼、特定の衣装や色で構成されている。使用楽器は「ベル」や「クァンクァ」と呼ばれる大太鼓と「ガラゲブ」と呼ばれる金属製のダブルカスタネット。主な楽器は「ジンブリ」と呼ばれる3弦のバスリュートで、歌手のチャントが伴奏される。

### クラシカル・マルフン
クラシカル・マルフンは、メクネス、フェズ、サレ、テトゥアン、ウジュダなどの都市中心部に関連する平和な音楽。1000年以上もの間、モロッコの路上で演奏されてきた。モロッコではよく耳にする音楽である。

### 古典的なスーフィー音楽
モロッコではスーフィー同胞団（タリカ）が一般的であり、音楽は彼らの精神的伝統の不可欠な部分。この音楽は、神秘的なエクスタシーを刺激するトランス状態に到達しようとする試みである。

## 最近のスタイル

### ファンク
Attarazat Addahabiaアターラザット・アダハビアは、モロッコのファンク・ミュージックのパイオニアの1人。ジル・ジラーラもこのジャンルに影響を与えた。

### ロック・ミュージック
ラルビ・バツマが率いるナス・エル・ギワネは、20世紀後半のモロッコ音楽のアイコンであった。
ホバ・ホバ・スピリットはグナワなどモロッコの伝統的なスタイルやレゲエなど海外のスタイルから影響を受けたロックバンド。
バブ・ル・ブルーズはグナワ音楽とブルースやサイケデリアなどのさまざまな影響を組み合わせて、モロッコの若者の間で「ナイダ」運動を体現している。

### ヒップホップ
著名なモロッコのヒップホップ・ミュージシャンには、エル・グランデ・トト、ドン・ビグ、7リワ などが含まれる。若い世代の中には、イッサームとマナル・ベンチリカが存在する。